# John Mikaelsson
John Frederik Mikaelsson (1913. december 6. – 1987. június 16.) kétszeres olimpiai bajnok svéd atléta.

## Pályafutása
Az 1948-as, majd az 1952-es olimpiai játékokon is megnyerte a 10 kilométeres gyaloglás versenyszámot.
Két érmet jegyez 10 kilométeres távról az Európa-bajnokságon. 1946-ban az olsói kontinensviadalon aranyat, négy évvel később a brüsszeli tornán pedig bronzérmet nyert.
1937 májusa és 1955 júniusa között ő tartotta a világrekordot 20 kilométeren.

## Egyéni legjobbjai
- 10 kilométeres gyaloglás - 42:52.4 (1945)